# Peristoma
Il peristoma (dal greco περι (pron. peri, attorno) e ςτὸμα (pron. stoma, bocca)) è una struttura presente in molte piante ed in alcuni animali invertebrati, come per esempio i molluschi,  e che circonda l'apertura di un organo. 

## Peristoma del muschio

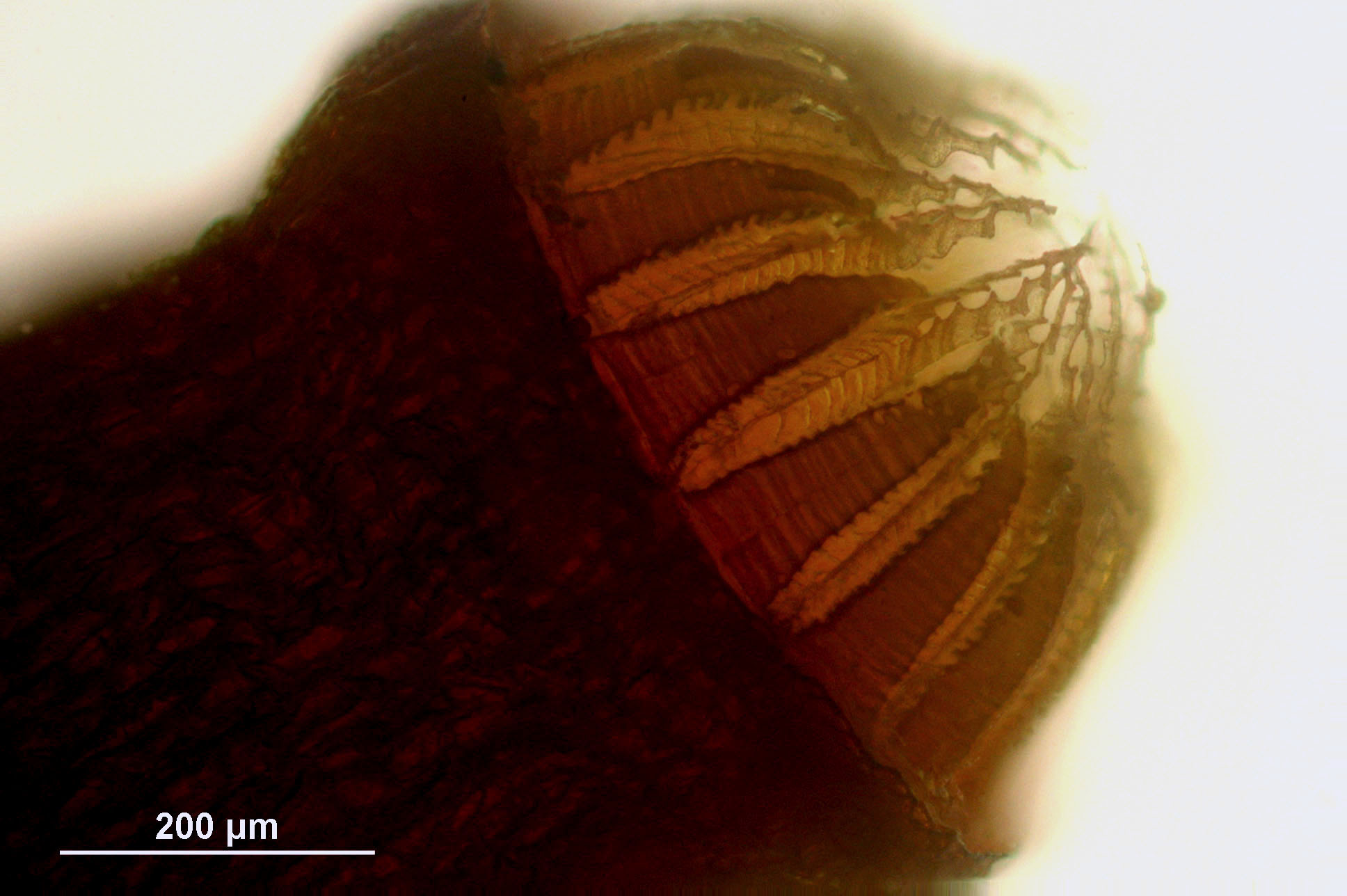
Peristoma del muschio Pohlia nutans

Nei muschi, il peristoma è una struttura specializzata presente negli sporangi che permette una graduale dispersione delle spore, piuttosto che rilasciarle tutte allo stesso momento.
La maggior parte dei muschi produce una capsula con un opercolo o caliptra che si apre quando le spore all'interno sono mature e pronte ad essere disperse. L'apertura che si crea è chiamata "stoma" ed è circondata da uno o due peristomi. Ognuno di essi è costituito da un anello di "denti" triangolari . In ogni peristoma sono presenti di solito 16 denti, separati gli uni dagli altri e capaci sia di piegarsi per chiudere lo stoma, in caso di alta umidità, sia di riaprirlo disidratandosi se l'aria è secca. Esistono poche specie di muschi appartenenti alla famiglia Bryopsida che non possiedono il peristoma nelle loro capsule.

## Altri peristomi

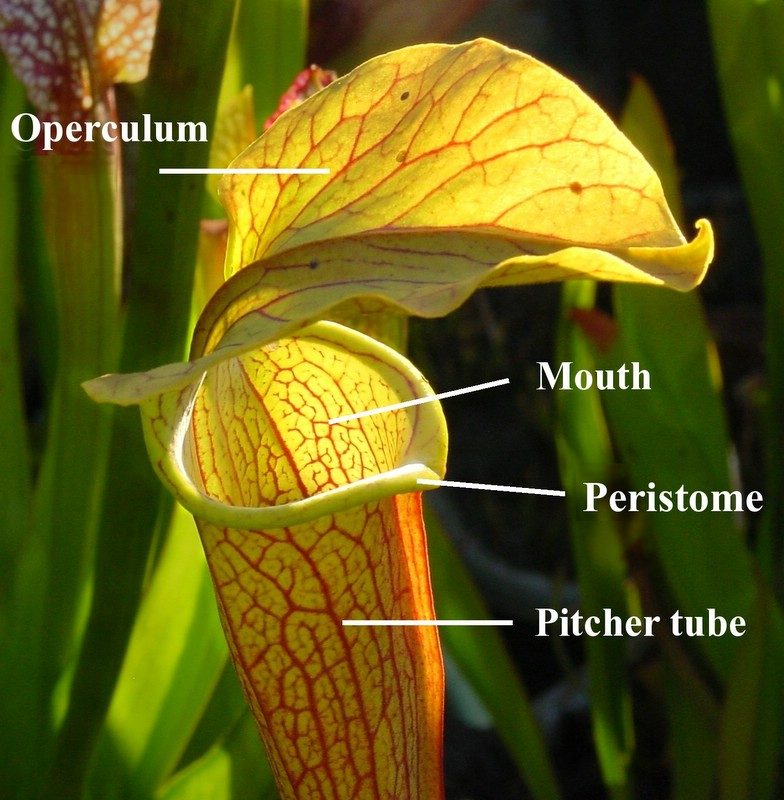
Un diagramma che mostra la posizione del peristoma su una Sarracenia

Nelle piante carnivore ad ascidio il peristoma è un anello di tessuto che circonda l'entrata del tubo digestivo. Spesso, come in Cephalotus follicularis, presenta dei denti affilati e ricurvi che impediscono alle prede di sfuggire. Generalmente è ricoperto da ghiandole che producono nettare per attirare gli insetti.

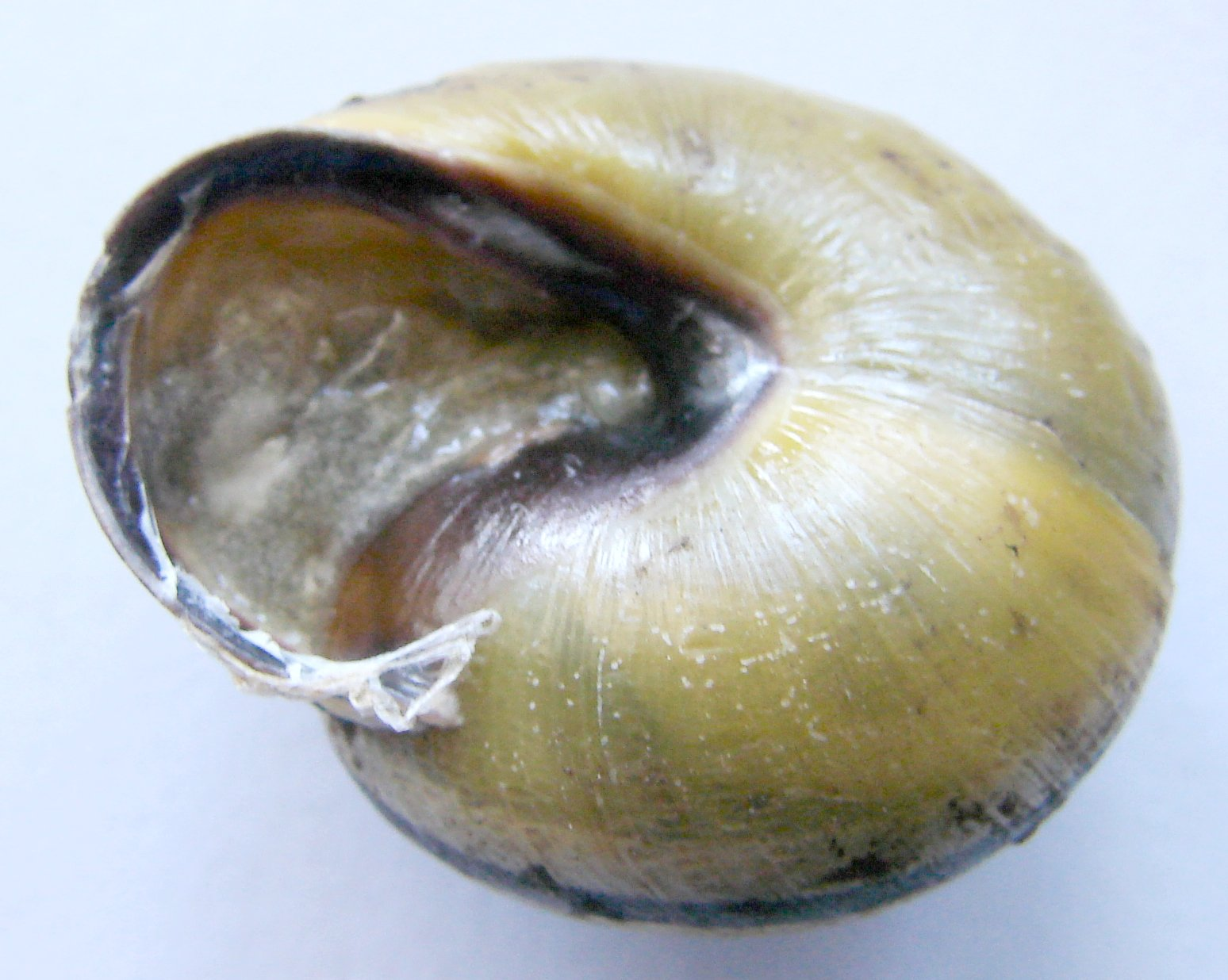

Il peristoma costituisce inoltre il margine o labbro dell'apertura della conchiglia dei molluschi gasteropodi.